# Битва за урожай (Греция)
Битва за урожай (греч.  Μάχη της σοδειάς) — экономическая и военная операция, проведенная организациями Национально-освободительного фронта Греции (ЭАМ) и подразделениями Народно-освободительной армии Греции (ЭЛАС) в годы Второй мировой войны.

## Предыстория
В годы Второй мировой войны силы Оси приступили к систематическому ограблению оккупированных стран, рассматривая их как источник сырья, продовольствия и рабочей силы. 
Греция подверглась особенно интенсивному разорению оккупантами, в результате чего страна пережила самый страшный голод с древнейших времён. 
Великий голод в Греции стал причиной смерти до 300 тысяч человек, в основном в больших городах страны. Наибольшее число жертв отмечено в первую, самую смертоносную, зиму оккупации (1941—1942). 
К 1943 году массовое Движение Сопротивления руководимого Национально-освободительным фронтом Греции (ЭАМ) и рост партизанских сил Народно-освободительной армии Греции (ЭЛАС) кардинальным образом изменили обстановку в стране и позволили провести операцию, именуемую в историографии «Битва за урожай» и затронувшую, в основном, житницу Греции, провинцию Фессалия.

## Предпосылки операции
С началом оккупации Греция была разделена на 3 оккупационные зоны – немецкую, итальянскую и болгарскую. Фессалия, за исключением немногочисленных немецких гарнизонов, полностью находилась под итальянским контролем. Основным итальянским соединением в Фессалии была дивизия «Пинероло», в составе которой входил кавалерийский полк «Аоста» ( 6º Reggimento "Lancieri di Aosta"). 
Хотя в окружающих Фессалию горах Олимп, Пинд, Отрис, Пелион и Осса почти сразу обосновались греческие партизаны, в равнинных регионах их деятельность первоначально была ограничена присутствием моторизированных частей «Пинероло» и кавалеристов «Аосты». 
После выхода Италии из войны последовали Разоружение дивизии Пинероло силами ЭЛАС и вооружение новых партизанских соединений итальянским оружием. В частности, разоружение итальянского кавалерийского полка «Аоста» позволило создать Кавалерийскую бригаду ЭЛАС, что в свою очередь дало возможность греческим партизанам расширить зону своей деятельности на равнинные районы Фессалии. 
Место итальянцев в Фессалии заняли соединения вермахта, в частности, части, переброшенные из Польши. 
Однако рост партизанских сил в окружающих горах, деятельность кавалерийской бригады на равнине и организаций ЭАМ и отрядов самообороны почти во всех деревнях создали предпосылки для проведения операции «Битва за урожай».

## Подготовка операции
Для организации «Битвы» были задействованы организации ЭАМ, ЭПОН (молодёжной организации ЭАМ), компартии Греции и местного самоуправления. Тысячи функционеров обходили сёла и на ночных собраниях объясняли национальную необходимость не допустить конфискацию пшеницы оккупантами. Газеты Сопротивления и листовки выходили с заголовками «Ни единого зёрнышка оккупантам». 
Были даны чёткие указания о защите урожая: 
Уборка урожая: Произвести как можно быстрее, используя все располагаемые косилки и вручную. В помощь равнинным сёлам ЭАМ призвал жителей горных сёл и городов. 
Была дана установка не создавать стога, чтобы затруднить вывоз урожая грузовиками оккупантов. 
Обмолот: Не дожидаться молотилок, производить любыми способами и немедленно отвозить зерно. 
Сокрытие зерна: Прятать зерно в лесистых и горных районах. В равнинных районах прятать зерно в ямах.
Выполнение этих указаний предполагало дисциплину около двухсот тысяч крестьян и военные силы для нейтрализации действий немцев. 
ЭАМ с успехом организовал операцию уборки-обмолота-сокрытия урожая. В истории Фессалии не было прецедента такой многотысячной коллективной акции на протяжении 2 месяцев, днями и ночами, сопровождавшейся актами героизма. 
ЭЛАС должен был защитить операцию сборки и сокрытия урожая. 
Завершив 4 февраля 1944 года операции в Эпире против ЭДЕС, командование ЭЛАС получило возможность вернуть в Фессалию 1/38-й, 4-й и 5-й полки. 
Координация действий была возложена на 1-ю фессалийскую дивизию, под командованием полковника И. Мустеракиса. 
Части ЭЛАС были разбиты на две группы, с разными задачами, Первая должна была активизировать свою деятельность, чтобы отвлечь на себя немецкие силы. 
Вторая должна была защитить уборку урожая. 
С этой целью генштаб ЭЛАС в Фессалии организовал следующие оперативные группы : 
- Группа Карадзаса (Иероним Трайанос) 1/38 полка ЭЛАС, в районе города Кардица, на правом берегу реки Пеней, при содействии эскадрона кавалерийской бригады под командованием Д Тасоса (Букуваласа).
- Вторая группа из частей 5-го полка, кавалерийской бригады и Χ дивизии в регионе города Трикала, на левом берегу реки Пеней.
- Третья из сил 51 и 52 полков, на юге от равнины, до гор Средней Греции.
- Четвёртая, Группа Восточной Фессалии, под командованием С.Герасимидиса и Т.Каллиноса, из частей кавалерийской бригады и 54-го полка.
- Контроль над равниной восточнее Ларисы от Велестино до Темпейской долины был возложен на 54-й полк.
- Контроль над равниной у города Тирнавос был возложен на Бригаду сапёров Олимп,а под командованием А. Врацаноса.

В общей сложности в операции было задействовано около 4 тысяч бойцов.
Кроме того, отряды «резервного ЭЛАС» (самооборона), имевшиеся в каждой деревне, должны были отражать возможные налёты немцев и, при необходимости, к ним на помощь должны были приходить части регулярного ЭЛАС.

## Начало операции

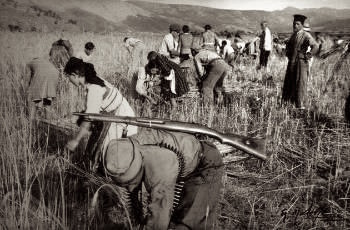
Крестьяне и партизаны Фессалии в «Битве за урожай»

Вторгнувшись на равнину, первые части ЭЛАС обрушились на отдельные немецкие заставы и блок-посты. Немцы были застигнуты врасплох и были вынуждены оставить самые слабые из них. 
Большинство зерна было сосредоточено примерно в тысяче равнинных сёл. 
Посланные немцами в эти сёла отряды истреблялись в засадах или встречали сопротивление отрядов резервного ЭЛАС (самообороны) и возвращались восвояси. 
При повторной немецкой попытке с большими силами в бои вступали регулярные части ЭЛАС. Вся фессалийская равнина стала полем боёв, таких как при Франго, Кардица и дерзких рейдов ЭЛАС на укреплённые позиции в Алмирос, Аргируполи, Элефтерио, Домокос. Немецкое командование не располагало достаточными силами чтобы одновременно отражать атаки во всех углах Фессалии, не ослабляя свои укреплённые позиции. Перед немецким командованием встала дилемма: Контроль над Фессалией или над фессалийской пшеницей, и оно было вынуждено ограничиться первым. Немцы ограничили свои налёты, уменьшили число блок-постов и усилили гарнизоны. Однако для  защиты стратегической дороги Афины-Лариса были созданы 5 новых застав- две на позициях Кока и Кастро у города Фарсала, две на высотах у города Домοкос, каждая с 100 солдат и в Адинице с 250 солдатами. Аналогичным образом были усилены посты вдоль железнодорожных линий, в основном на мостах. 
Уборка урожая началась 5 июня. Немцы не препятствовали ей, поскольку это соответствовало их планам. Не нарушая частную собственность и систему оплаты труда, ЭАМ внёс в процесс элементы управляемого коллективного труда. 
Добровольное участие самих партизан ЭЛАС в уборке урожая приняло широкий размах. 
Уборка урожая на полях возле немецких гарнизонов производилась ночью и урожай немедленно удалялся. 
Дополнительные трудности возникали на полях зоны фронта между ЭЛАС и вермахтом, между Пили и Музаки. Немцы не дали крестьянам разрешение на уборку. 
Пытаясь спасти свой хлеб, крестьяне решили рискнуть. 18 июня с рассветом они начали косить. В 11 утра немцы открыли по ним огонь. Были арестованы 90 женщин и детей. 
Потеряв контроль над уборкой урожая, немцы сосредоточили своё внимание к стадии обмолота. Во всей Фессалии тогда было около 350 молотилок, и все они были зарегистрированы немцами. 
Немцев, как и ЭАМ, прежде всего интересовал обмолот молотилками. 
По сути, исход «Боя за урожай» предрешался тем, кто будет господствовать над машинами.

## Завершение операции
С начала июня вся фессалийская равнина стала одновременно театром военных действий и сельскохозяйственных работ. 
На равнине юго-западной Фессалии ЭЛАС на многих участках разрушил железнодорожное полотно и мосты на линии Волос – Трикала. Немцы были вынуждены удалить свои посты с промежуточных станций. Равнина от Палеофарсало до Кардицы и Трикала вышла из-под немецкого контроля. 
Немцы совершали налёты, но части ЭЛАС их отбивали. 
4 июня 180 немецких солдат совершили налёт на село Коскина, Кардица, чтобы конфисковать молотилки. 
Уходившие с молотилками, зерном и захваченным скотом, немецкие солдаты подверглись атаке маленьких групп 1/38 полка и групп самообороны. Для того, чтобы выйти из образовавшегося котла, немцы были вынуждены задействовать артиллерию, подошедшую из Кардицы. Немцы сумели вырваться, потеряв при этом десятки человек убитыми и раненными и бросив захваченные молотилки и скот. 
ЭЛАС потерял в этом бою 14 бойцов убитыми плюс 4 бойцов местных:250.  
В тот же день немцы убили 9 жителей села Лутро, Лариса:251. 
25 июня группа немцев, совершавшая налёт на Астрицу, Кардицы, была взята в плен местной самообороной. 
26 июня немцы, при поддержке 2 танков, совершили налёт на Дилеси, Трикала, но ЭЛАС отбил его. 
28 июня 4 бойца самообороны в Русос, Кардица вступили в бой с напавшими на село немцами, после чего подоспевший отряд ЭЛАС отбил атаку. 
29 июня немцы, на 35 грузовиках и при поддержке танков, вновь выступили из Кардицы на село Русос. После 5-часового боя немцы были вынуждены отступить. 
Другая немецкая колонна, выступившая против села Заимис, отступила после 6-часового боя.
Задача операции, сформулированная фразой «Ни единого зёрнышка оккупантам» была выполнена как организациями ЭАМ, так и частями ЭЛАС и местной самообороны.